# Centro histórico de Sucre
El centro histórico de Sucre es el núcleo urbano de la ciudad de Sucre, capital de Bolivia. Cuenta con una superficie de 4,7 km², y es considerado el centro histórico mejor conservado de Bolivia, junto con el de Potosí. Está conformado por tres zonas diferenciadas: área de preservación intensiva, área de transición y área de protección paisajística.
Sucre fue declarada Ciudad Histórica Monumental en 1969, y Patrimonio Histórico de los Bolivianos en 1970, ambos mediante Decreto Supremo. Posteriormente, en 1979, recibió el título de Ciudad Monumental de América por parte de la Organización de los Estados Americanos (OEA) en 1979. Luego, el 13 de diciembre de 1991, fue declarada por la Unesco como Patrimonio Cultural de la Humanidad.
El centro histórico de Sucre fue inscrito en la Lista del Patrimonio Mundial bajo el criterio (iv) por representar una excelente, intacta y bien conservada ilustración de la fusión arquitectónica lograda en América Latina mediante la asimilación de tradiciones locales y estilos importados desde Europa. Fundada en el siglo XVI en la región de los charcas y situada a una altitud de 2708 m s. n. m., la ciudad fue valorada por la comunidad del Patrimonio por su relevancia como centro judicial, religioso y cultural, así como por conservar una trama urbana en damero y edificaciones que reflejan su desarrollo histórico vinculado a la riqueza minera de Potosí y a su papel en el proceso independentista de Bolivia.

## Historia
El centro histórico de Sucre ha sido, desde el siglo XVI, uno de los espacios más importantes de Bolivia, histórica y políticamente. Aquí el español Pedro Anzúrez de Camporredondo fundó la Villa de La Plata el 16 de abril de 1540, en el territorio yampara de Chuquiochata. Debido a su rápido crecimiento y a su proximidad con las minas de Potosí, el 27 de junio de 1552 se creó el Obispado de Charcas, y luego la Real Audiencia el 4 de septiembre de 1559. De esta época datan importantes edificaciones coloniales, como el Templo de San Lázaro, la Catedral basílica de Nuestra Señora de Guadalupe (1551) y la Basílica de San Francisco de Charcas (1581).
Posteriormente, ante la expansión territorial hacia el este y sureste, y el desarrollo económico que favoreció la llegada de población indígena y española vinculada a la actividad minera, fue elevado al rango de Arzobispado en 1609 bajo el nombre de La Plata. Así mismo, en 1622, se fundó la Universidad de Charcas, la segunda universidad de América. En el siglo XVIII, tras la implementación de las Reformas Borbónicas y la creación de la Intendencia de Chuquisaca en enero de 1782, la ciudad pasó a ser oficialmente denominada Chuquisaca.

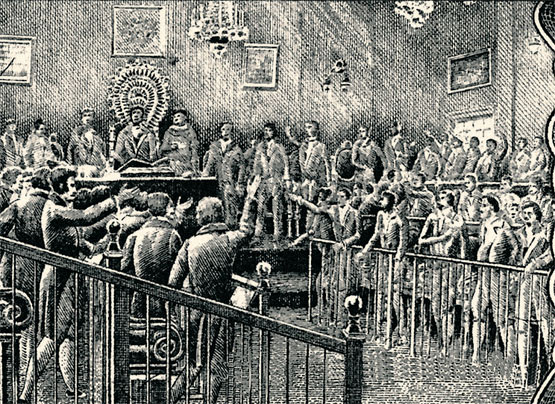
La Asamblea General de Diputados reunida en el Aula Magna (actual Salón de la Independencia) en 1825.

El 25 de mayo de 1809, en el contexto de las tensiones políticas derivadas de la crisis monárquica en España, se produjo en la ciudad un levantamiento conocido como la Revolución de Chuquisaca. Este movimiento, que contó con la participación de las autoridades de la Real Audiencia de Charcas, depuso al presidente Ramón García de León y Pizarro y colocó a la Audiencia al mando político y militar de la región. Como respuesta, el virrey del Río de la Plata, Baltasar Hidalgo de Cisneros, nombró a Vicente Nieto como nuevo presidente de la Audiencia y lo puso al frente de una expedición que ingresó pacíficamente en Chuquisaca el 24 de diciembre de 1809, poniendo fin al levantamiento. Esta revolución fue el principio de lo que se conoce como la Guerra de la Independencia de Bolivia, que culminó con la declaración de independencia, firmada el 6 de agosto en el Aula Magna de la Universidad Mayor Real y Pontificia San Francisco Xavier de Chuquisaca.

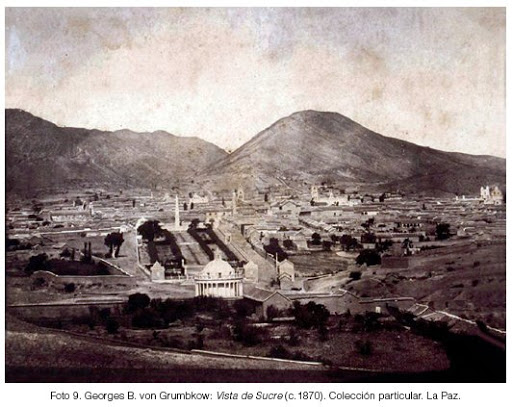
Sucre en 1870.

Luego de la independencia, Chuquisaca pasó a ser la capital provisoria de la nueva nación en 1826, mientras se decidiera el sitio de una nueva capital denominada Sucre. No fue hasta 1839 que Chuquisaca fue declarada capital de la República de Bolivia y renombrada a Sucre. Fue así que a lo largo de las primeras décadas del siglo XIX, Sucre mantuvo el papel de núcleo político, administrativo y financiero heredado del periodo colonial, constituyéndose en un centro desde el cual se gestionaban gran parte de las exportaciones mineras del país. Sin embargo, tras la guerra civil boliviana de 1898, Sucre perdió su hegemonía política como resultado de la decadencia de la minería, base económica de la oligarquía local. Aunque la ciudad mantuvo la capitalidad, la sede de Gobierno se establecieron desde entonces en La Paz.
Desde sus orígenes prehispánicos, cuando se consolidó el asentamiento urbano de Charcas, el área que hoy conforma el centro histórico de Sucre ha experimentado distintas etapas de desarrollo urbano. Durante el periodo colonial (1538-1825), la ciudad se caracterizó por una estructura urbana compacta, organizada en torno a la plaza mayor. En la etapa republicana (1825-1959), Sucre adquirió una función predominantemente residencial, administrativa y educativa, impulsada por la influencia de la minería de Potosí. El primer radio urbano fue establecido en 1912. A partir del periodo moderno (1950-1985), la ciudad presentó un crecimiento urbano irregular, con asentamientos en quebradas. Posteriormente, durante el periodo posmoderno neoliberal (1986-2003), se inició una expansión periférica de baja densidad poblacional. Desde 2004, en el denominado periodo posmoderno neoestatista, persiste la tendencia de crecimiento espontáneo hacia la periferia, lo que ha generado nuevos desafíos para la conservación del patrimonio urbano e histórico. En conjunto, entre 1975 y 2020, Sucre ha pasado de ser una ciudad contenida en su centro histórico a un patrón de expansión dispersa con características de conurbación.
En la actualidad, la mancha urbana de la ciudad de Sucre se ha expandido más allá de los límites y del significado histórico que tuvo durante los periodos virreinal y republicano, consolidándose como una urbe en constante proceso de crecimiento y transformación.

## Ubicación
El centro histórico de Sucre se encuentra dentro del Distrito 1 del municipio de Sucre. Este se encuentra en la parte sur-central del municipio. A su vez, el municipio está dentro de la provincia de Oropeza en el departamento de Chuquisaca, al sur del país. Geográficamente, Sucre se sitúa a 2.798 msnm, en una cabecera de valles de clima templado y seco, en la Cordillera Oriental de los Andes bolivianos.
Al 2014, la ciudad de Sucre ocupa una superficie de 30,7 km², de los cuales su centro histórico representa un 15 % con 4.7 km². La superficie del centro histórico se divide en un área de preservación intensiva de 214 hectáreas (ha) y un área de transición de 258 ha, lo que conforma un total de 472 ha bajo protección patrimonial dentro del centro histórico.

### Áreas de protección

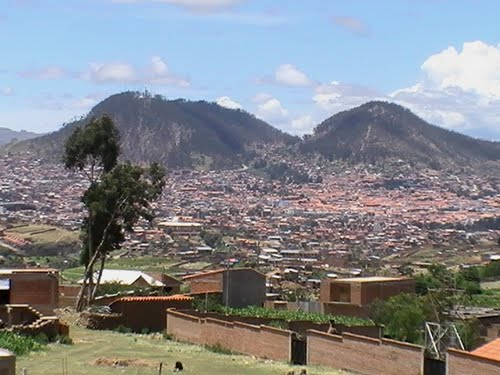
Vista de los cerros Sica Sica y Churuquella, dentro del área de protección paisajística.

El centro histórico de Sucre está dividido en tres áreas de protección definidas para su conservación y gestión patrimonial: el Área de Preservación Intensiva, el Área de Transición y el Área de Protección Paisajística.
1. Área de Preservación Intensiva corresponde al sector más antiguo de la ciudad, conocido también como casco viejo. En este espacio se concentran los edificios más emblemáticos y la arquitectura colonial y republicana desarrollada desde el siglo XVI. Debido a su riqueza arquitectónica y al valor histórico de sus calles y edificaciones, es la zona más protegida y constituye el núcleo reconocido por la Unesco como Patrimonio Cultural de la Humanidad.[2]
2. Área de Transición rodea y protege el casco viejo, conformando un anillo urbano donde se aplican normativas similares, con el propósito de articular armónicamente la ciudad histórica con la ciudad contemporánea. Esta área busca preservar una secuencia arquitectónica coherente entre el pasado y el presente.[2]
3. Área de Protección Paisajística comprende los espacios naturales más representativos del entorno urbano de Sucre, que definen su paisaje y resguardan su valor ambiental. Está compuesta principalmente por los cerros Sica Sica y Churuquella, así como la quebrada de Quirpinchaca. Su protección tiene como objetivo evitar el deterioro provocado por actividades humanas o la degradación ambiental.[2]

## Edificaciones patrimoniales
El centro histórico de Sucre alberga un valioso conjunto de edificaciones patrimoniales que reflejan la evolución arquitectónica y urbana de la ciudad desde el periodo colonial. Estas construcciones, tanto religiosas como civiles, constituyen hitos históricos y culturales que han sido preservados por su relevancia artística, simbólica y social. Dentro de los tipos de arquitectura protegidos se encuentran la arquitectura de época colonial (1540-1825), la arquitectura de la época republicana (1825-1920) y la arquitectura moderna (1920-1960).
La imagen urbana del centro histórico está dominada por una arquitectura predominantemente colonial y republicana, con edificaciones de adobe con cubiertas de teja y estructuras de madera de alta calidad como cedro, tipa y quinaquina. Desde el siglo XVI, el trazado urbano en cuadrícula dio lugar a edificaciones sólidas con patios centrales, galerías y corredores enmarcados por arcos de cal y ladrillo. Ya en el siglo XVII, se registraban viviendas con elementos arquitectónicos clásicos como jónico, corintio y compuesto, portadas de ladrillo, balcones de madera o hierro forjado y ventanas voladas con rejas decorativas. En el siglo XVIII, surgió un estilo barroco mestizo con ornamentación local visible en varias casas civiles. Posteriormente, el neoclásico se impuso a fines del siglo XVIII e inicios del XIX, destacando por la sobriedad de las fachadas, el uso de pilastras simples y arcos rebajados, además de balcones con perfiles abalaustrados, contribuyendo a la identidad estética de la ciudad.

### Templo de San Lázaro

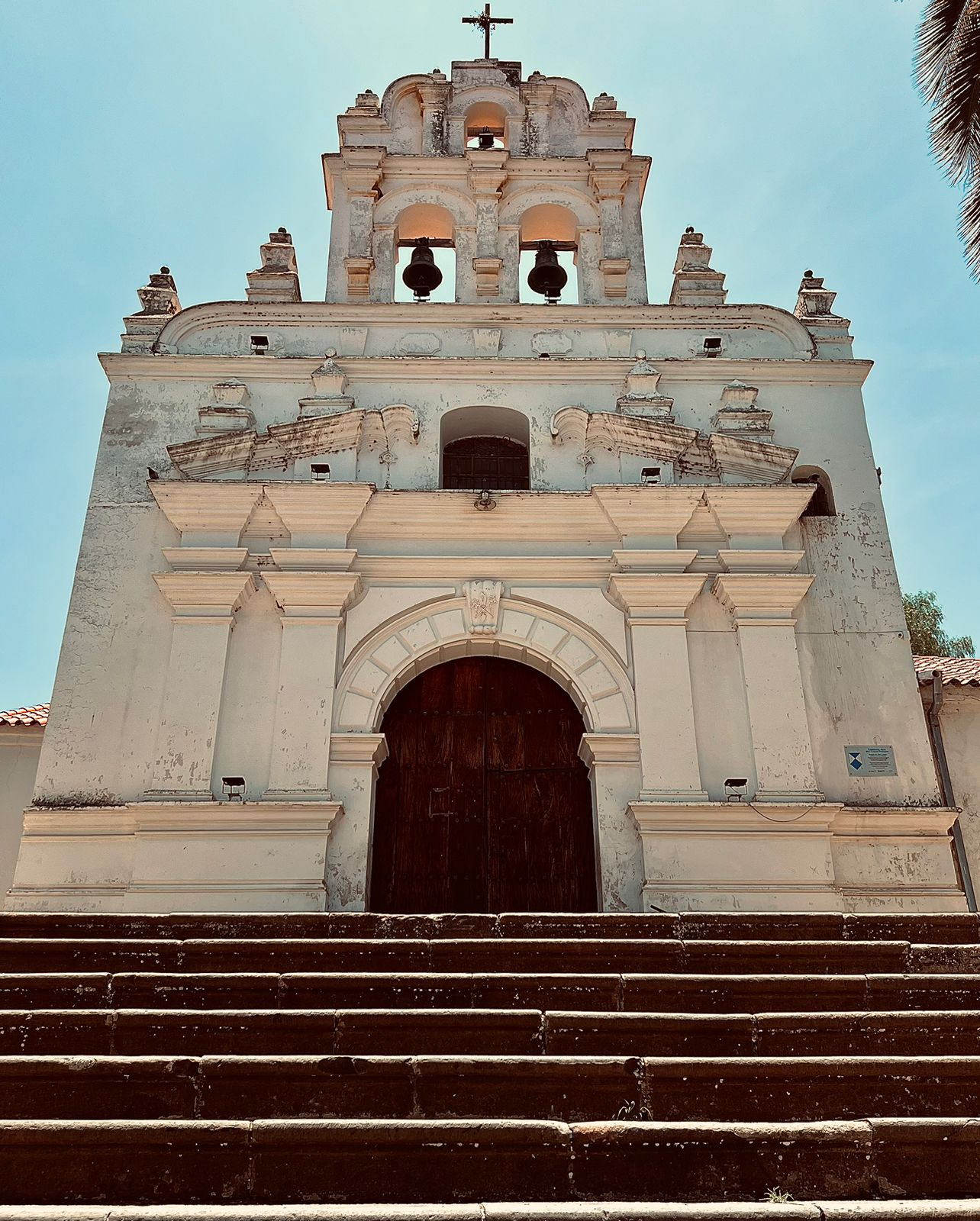
Fachada principal del Templo de San Lázaro.

El templo de San Lázaro es considerada como la primera edificación religiosa de toda Bolivia, ya que su construcción data del siglo XVI, aproximadamente en el año 1544 durante la época colonial española. Su construcción se atribuye a la orden de los frailes dominicos, quienes desempeñaron un papel fundamental en la evangelización y la expansión del cristianismo en la región. Fungió como templo mayor de la villa durante varios años. En sus inicios empezó como un pequeño templo hecho con paja y altar de barro.

### Catedral metropolitana
La Catedral basílica de Nuestra Señora de Guadalupe, también conocida como Catedral metropolitana de Sucre, es una edificación religiosa ubicada en la plaza 25 de Mayo de Sucre. Fue declarada como parte del patrimonio cultural boliviano municipal en 2018. Su construcción se inició en 1551 y continuó durante casi dos siglos después de varias reconstrucciones y ampliaciones. El templo tiene una mezcla de características arquitectónicas de los estilos renacentista, barroco, neogótico y neoclásico.

### Basílica de San Francisco de Charcas
La Basílica de San Francisco de Charcas es uno de los templos más antiguos e importantes del centro histórico de Sucre. Construida por la orden franciscana en un terreno donado en 1539, su nave central fue concluida en 1580 y la iglesia fue inaugurada al año siguiente. El conjunto incluyó también un convento, que en el siglo XIX fue convertido en sede del Ejército Nacional. La edificación combina elementos arquitectónicos coloniales y mantiene una relevancia histórica y religiosa dentro del patrimonio de la ciudad.
Este templo tuvo un papel central durante el Grito Libertario del 25 de mayo de 1809, considerado el primer levantamiento revolucionario en América Latina. Desde su torre principal fue tocada la Campana de la Libertad por los hermanos Juan Manuel y Joaquín Lemoine, convocando al pueblo a rebelarse contra el dominio colonial.

### Monasterio de La Recoleta

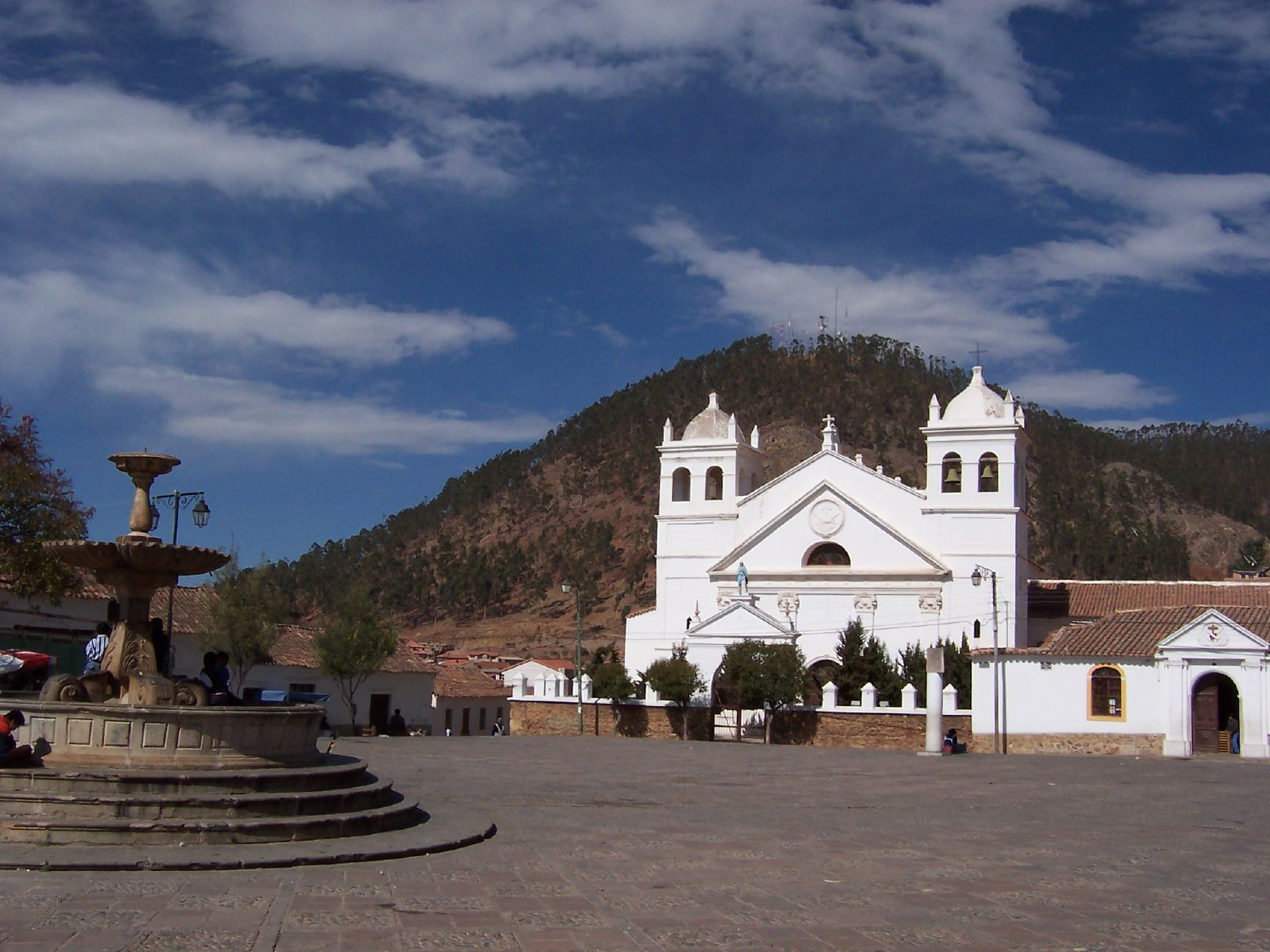
Plaza frente al monasterio de La Recoleta.

El Monasterio de La Recoleta, o Santa Ana de Monte Sion, es un monasterio franciscano construido en 1600 y fundado en 1601 por la orden franciscana, a los pies del cerro Churuquella, en uno de los extremos de la ciudad de Sucre. Al este del conjunto se encuentra una pequeña plazuela donde se conserva la capilla de la Cruz Encarnada, colocada por fray Francisco Solano en 1585, considerada un hito simbólico en la ruta hacia las regiones de frontera habitadas por los pueblos chiriguanos.

### Casa de la Libertad
La Casa de la Libertad es un edificio ubicado en la plaza 25 de Mayo, conocido por ser el lugar en el que se firmó la Declaración de Independencia de Bolivia en 1825. Fue originalmente una capilla que formaba parte de la Manzana Jesuítica de la ciudad y ahí se encontraba la Sala Mayor o Aula Magna de la Universidad Mayor Real y Pontificia San Francisco Xavier de Chuquisaca. Actualmente es el museo de historia más importante de Bolivia y depende de la Fundación Cultural del Banco Central de Bolivia. Dentro del edificio se encuentra su sala más importante, el Salón de la Independencia, ubicado al frente de la entrada principal.

### Palacio Nacional

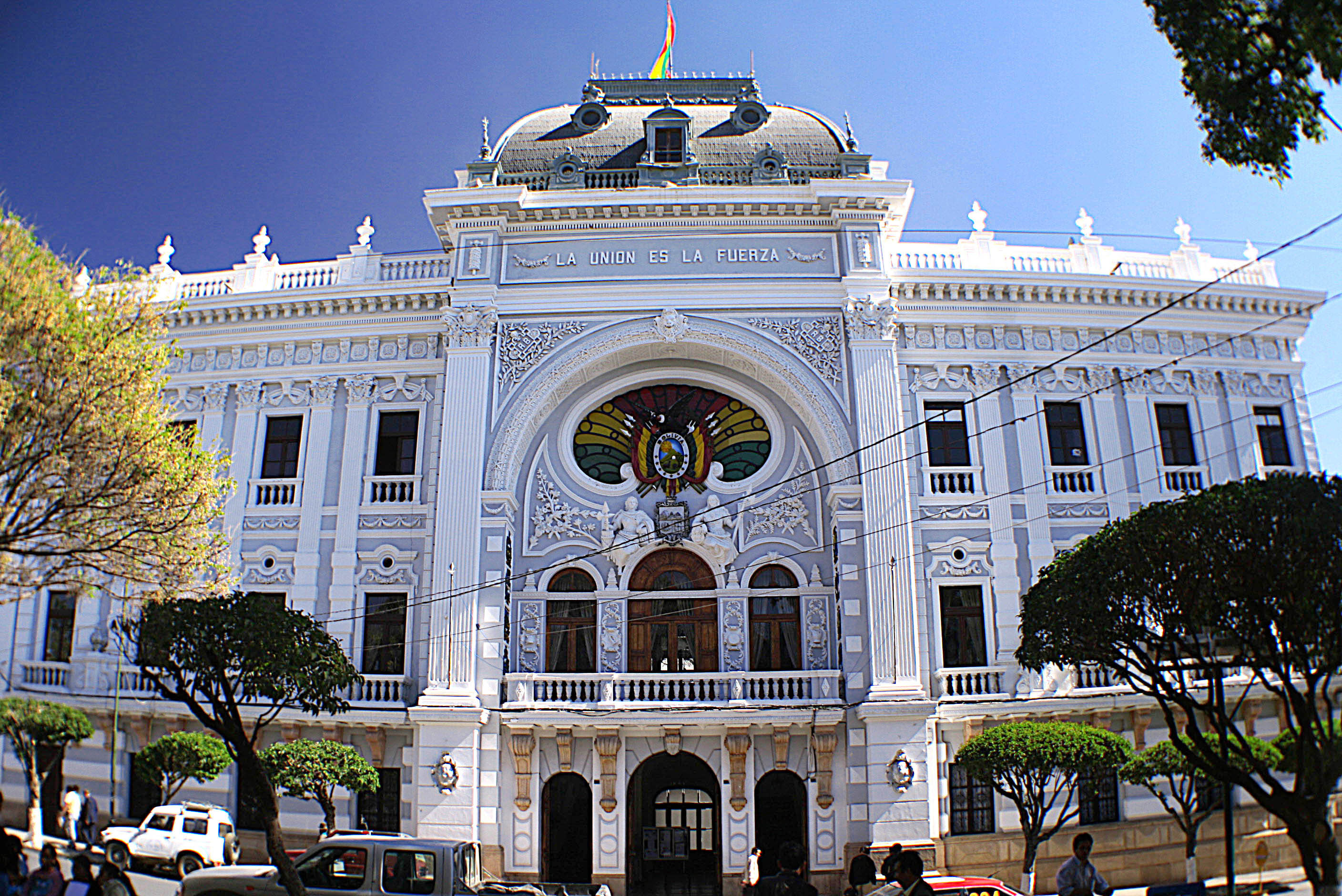
Palacio Nacional, a veces conocido como Palacio de la Gobernación, sobre la plaza 25 de Mayo.

El Palacio Nacional, ubicado en la Plaza 25 de Mayo, se levanta sobre los antiguos terrenos del Palacio del Arzobispado, adquiridos por el arzobispo Cristóbal de Castilla y Zamora en 1679 para albergar la sede eclesiástica y un seminario. Tras la fundación de la República en 1825, el inmueble pasó a propiedad del Estado, y durante el gobierno de Aniceto Arce (1888-1892) se iniciaron las obras del actual Palacio Nacional. El proyecto fue encargado al ingeniero austriaco Julius Pinkas y ejecutado por la Sociedad de Obras Públicas de Sucre. La construcción, de estilo monumental, conserva elementos de la arquitectura colonial y republicana, y fue parcialmente concluida en los primeros años del siglo XX, sin que exista constancia documental de su entrega oficial.

## Categorías de protección
Los inmuebles del Área de Preservación Intensiva del centro histórico de Sucre están clasificados en tres categorías de valoración, según su grado de importancia histórica, arquitectónica y urbana. Estas categorías determinan los niveles de protección y las intervenciones permitidas sobre cada bien.
- Categoría A, o Valor de Preservación Monumental, corresponde a inmuebles y espacios públicos que conservan claramente su tipología original y poseen un alto valor histórico, ambiental, urbanístico, arquitectónico, tecnológico o artístico. Estos bienes representan los ejemplos más significativos del patrimonio construido y son objeto de las medidas de conservación más estrictas.
- Categoría B, o Valor de Preservación Patrimonial, se asigna a inmuebles y espacios públicos que, pese a su valor histórico, ambiental, urbanístico, arquitectónico, tecnológico o artístico, presentan alteraciones irreversibles en su tipología original. Estos bienes son susceptibles de conservación parcial y requieren intervenciones compatibles con su estado actual.
- Categoría C, o Valor de Integración, abarca edificaciones contemporáneas que, por su calidad, pueden ser objeto de demolición a solicitud del propietario o han sido identificadas como negativas para el entorno patrimonial. Las intervenciones en estos inmuebles deben ajustarse a las normativas de integración y garantizar el respeto al contexto urbano y arquitectónico del área protegida.

Las categorías A y B se consideran “Inmuebles Protegidos”, y cualquier intervención sobre ellos debe enmarcarse en las disposiciones de conservación patrimonial establecidas por el reglamento vigente, el cual incluye un anexo con lineamientos específicos por inmueble.

## Gestión patrimonial

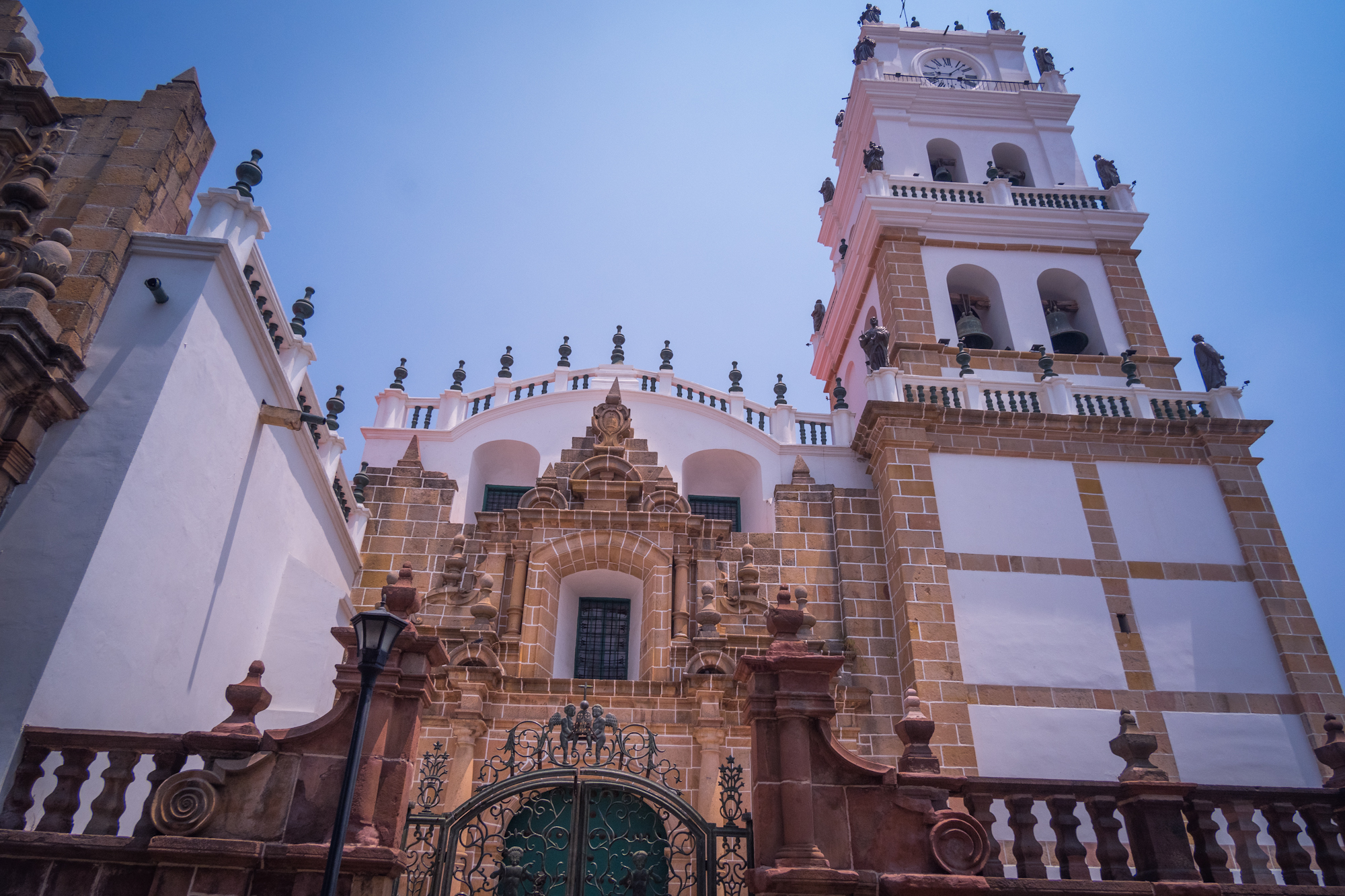
La Catedral basílica de Sucre, cuya construcción se inició en 1551.

Durante las décadas de 1990 y comienzos del siglo XXI, la gestión del centro histórico de Sucre estuvo a cargo de un comité interinstitucional encargado del Plan de Manejo, conformado por diferentes entidades con competencias complementarias en materia patrimonial. El Viceministerio de Cultura, como cabeza del sector cultural a nivel nacional, cumplió un rol rector, mientras que la Dirección de Patrimonio Histórico se ocupó del control, la fiscalización, la administración y la gestión urbana del conjunto histórico.
La Comisión de Patrimonio Histórico tenía a su cargo la evaluación de proyectos arquitectónicos conforme a la normativa vigente. El Plan de Rehabilitación de Áreas Históricas de Sucre (PRAHS), integrado por el Viceministerio de Cultura, el Gobierno Municipal de Sucre y la Agencia Española de Cooperación Internacional, coordinaba estudios, normativas, catálogos, inventarios y acciones de promoción. Por su parte, la Escuela Taller Sucre, conformada por varias entidades locales y cooperación internacional, se dedicaba a la formación de mano de obra especializada en oficios de restauración y actuaba como ejecutora de obras públicas relacionadas con el patrimonio.
El 1 de septiembre de 2008 se aprobó el Plan Maestro de Revitalización del Centro Histórico de Sucre, elaborado por el PRAHS y la Unidad Mixta Municipal Patrimonio Histórico - PRAHS. Su objetivo principal fue establecer directrices de planificación estratégica orientadas a la conservación y revitalización del centro histórico, con miras al desarrollo integral y a la mejora de la calidad de vida y bienestar de sus habitantes en el corto (2009), mediano (2015) y largo plazo (2025). Este plan se enmarcó dentro del Plan de Desarrollo Municipal (PDM) y del Plan Estratégico Institucional, que integran políticas municipales y departamentales para consolidar a Sucre como ciudad dormitorio, turística, estudiantil, administrativa y cultural.

### PRAHS
En el contexto de la declaratoria de Sucre como Patrimonio Cultural de la Humanidad en 1991, se conformó el Plan de Rehabilitación de Áreas Históricas de Sucre (PRAHS), formalmente creado en 1995 con el objetivo de preservar el centro histórico. El PRAHS es una asociación civil sin fines de lucro dedicada al apoyo de la gestión del patrimonio cultural en Sucre.
Opera con un estatuto que define sus funciones y objetivos, y se financia mediante recursos del Gobierno Municipal de Sucre y de la Agencia Española de Cooperación Internacional para el Desarrollo (AECID). Su accionar es dirigido por un Directorio compuesto por representantes del Gobierno Municipal de Sucre, que ejerce la presidencia, el Ministerio de Culturas y Turismo en la vicepresidencia, además del Proyecto Sucre Ciudad Universitaria, el Arzobispado de Sucre y la AECID.

## Legislación y reglamentos
La protección del centro histórico de Sucre se sustenta en un conjunto de normas y disposiciones legales de carácter municipal y nacional. Estas regulaciones establecen los lineamientos para la conservación, uso y gestión del patrimonio arquitectónico y urbano de la ciudad. Muchas de las ordenanzas municipales vigentes en Sucre vinculadas a la gestión patrimonial se encuentran desactualizadas o no responden plenamente al contexto actual de aplicación.

### Reglamento de Preservación

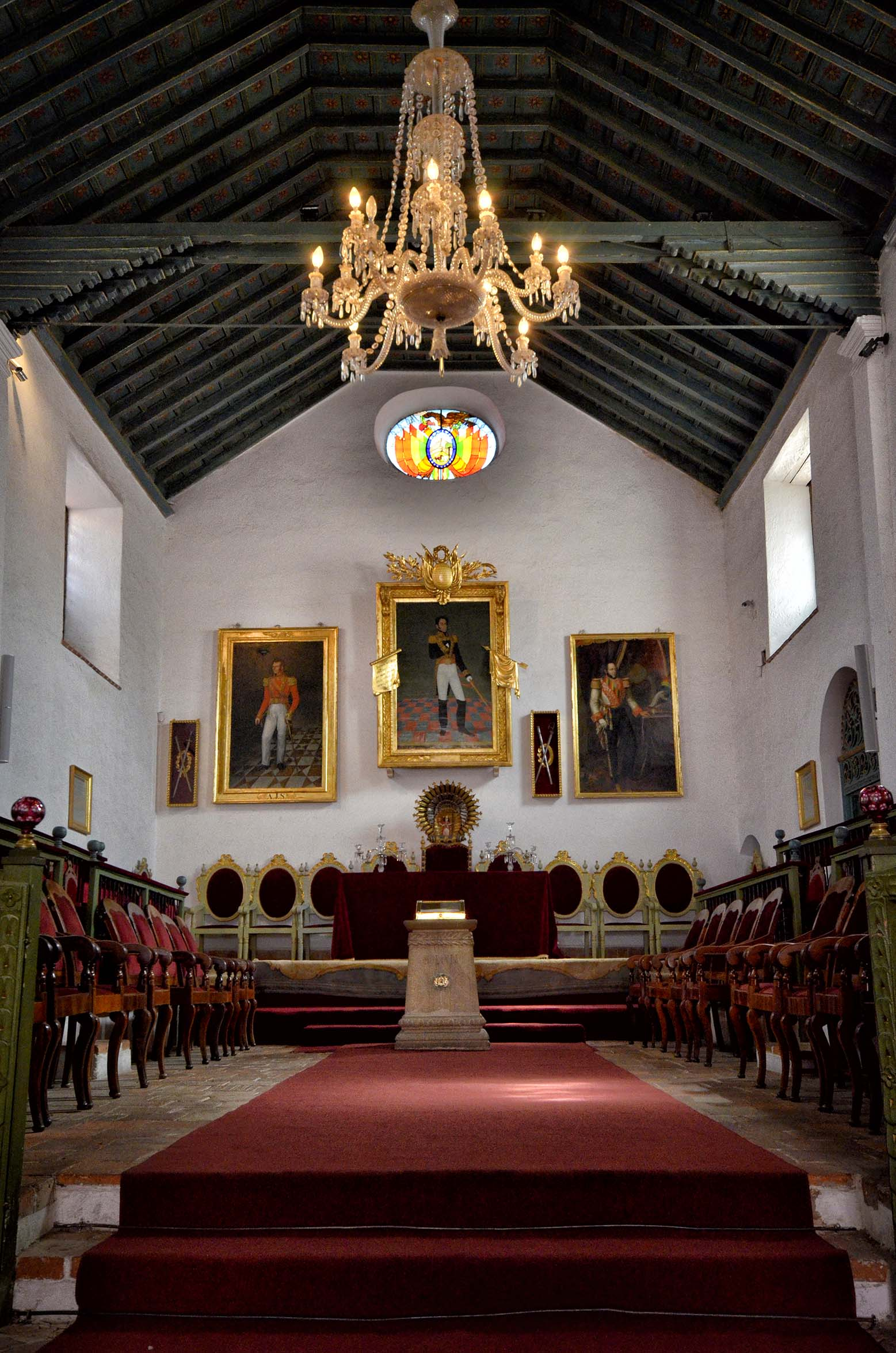
El Salón de la Independencia, en la Casa de la Libertad, donde fue firmada la declaración de independencia de Bolivia (1825).

La Ordenanza Municipal Nº 003/98, promulgada en 1998, aprobó el Reglamento de Preservación de las Áreas Históricas de Sucre, el cual constituye el principal instrumento técnico y legal para regular las intervenciones en las tres áreas de protección del centro histórico: área de preservación intensiva, de transición y de protección paisajística. El reglamento incluye disposiciones normativas, así como mecanismos de incentivo y sanción. Establece que toda intervención en edificaciones antiguas que exceda los trabajos de mantenimiento y conservación debe ser tramitada ante la Unidad Mixta Municipal Patrimonio Histórico - PRAHS, entidad del Gobierno Municipal de Sucre encargada de brindar asesoría técnica y otorgar las licencias necesarias para la ejecución de obras en el área patrimonial.
Sus objetivos incluyen la integración activa del patrimonio histórico, cultural y artístico, la prevención de intervenciones que alteren la riqueza arquitectónica, la compatibilidad de nuevas edificaciones con el entorno patrimonial, la regulación del mobiliario urbano y de la colocación de avisos publicitarios, el cumplimiento de la Ley de Incentivo Patrimonial y la definición de procedimientos específicos para la tramitación de obras en el centro histórico.
Al mismo tiempo, el reglamento establece una serie de prohibiciones absolutas destinadas a proteger la autenticidad y estabilidad de los inmuebles patrimoniales. Entre ellas se incluyen la prohibición de cubrir patios únicos, demoler total o parcialmente edificaciones, usar voladizos, emplear materiales ajenos a los originales, ampliar o abrir puertas y ventanas, y retirar muros originales. Asimismo, prohíbe sobrecargar las estructuras con elementos que excedan su capacidad, distorsionar el estilo arquitectónico original, crear imitaciones o “falsos históricos” que induzcan a confusión, y dar un uso inadecuado al edificio que comprometa su integridad o seguridad.

### Ley de Incentivo Patrimonial
La Ley Nº 2068 de Incentivo Patrimonial, aprobada el 12 de abril de 2000, creó un sistema de incentivo y sanción patrimonial que establece beneficios fiscales para los propietarios de bienes inmuebles considerados patrimonio histórico en la ciudad de Sucre, con el objetivo de fomentar su preservación. La norma permite una reducción en el pago de impuestos municipales a aquellos propietarios que realicen labores de mantenimiento en sus bienes. La evaluación de estas condiciones se realiza anualmente por técnicos de la Unidad Mixta Municipal Patrimonio Histórico - PRAHS.
Los beneficios fiscales son para los propietarios de inmuebles ubicados en el Área de Preservación Intensiva del centro histórico de Sucre, específicamente aquellos clasificados en las categorías A y B. Los inmuebles de categoría A, considerados de Valor de Preservación Monumental, pueden acceder a una reducción de hasta el 70 % en el pago de impuestos municipales, mientras que los de categoría B, de Valor de Preservación Patrimonial, pueden obtener un descuento de hasta el 45 %, siempre que se encuentren en buen estado de conservación.

## Riesgos y amenazas

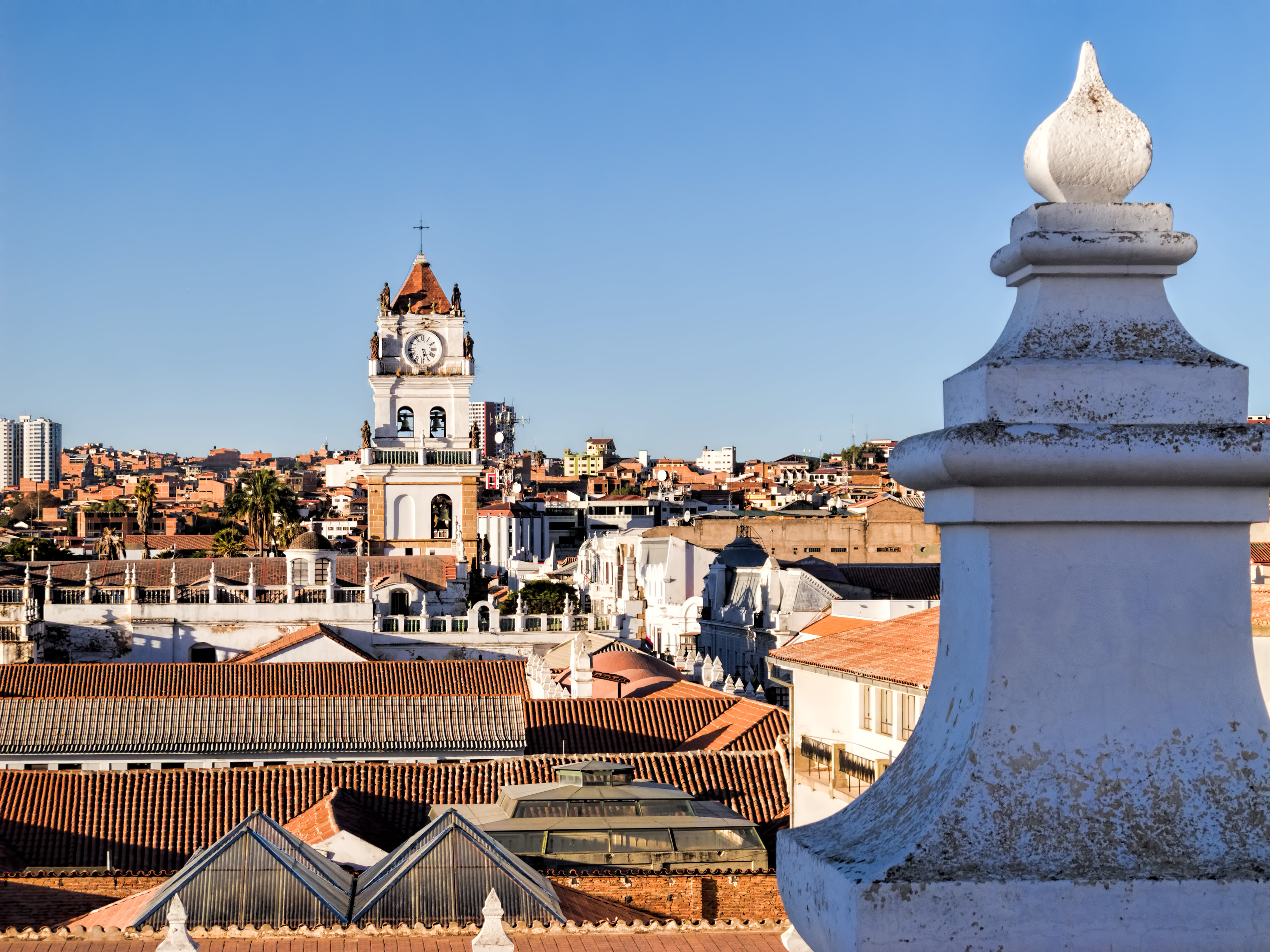
Azotea del Museo Convento de San Felipe Neri (construido en el), que ofrece una vista panorámica de Sucre, como al campanario de la Catedral Metropolitana de Sucre (construida entre 1559 y 1712 con el reloj traído de Londres en 1722).

A pesar de su reconocimiento como Patrimonio Cultural de la Humanidad en 1991, el centro histórico de Sucre enfrenta múltiples riesgos que amenazan su integridad arquitectónica y urbana. Uno de los principales problemas es la transformación interna de las manzanas, donde si bien se conserva la apariencia exterior de muchas edificaciones, sus interiores son profundamente modificados. Las viviendas tradicionales con dos o más patios y espacios libres están siendo reemplazadas por construcciones de varios pisos, estacionamientos y estructuras comerciales que no respetan la tipología histórica. Esta tendencia, calificada por expertos como una "metástasis urbana", afecta incluso a instituciones públicas como la Universidad San Francisco Xavier, que ha realizado construcciones fuera de norma. Además, el exceso de funciones administrativas, educativas y comerciales ha provocado la pérdida progresiva del carácter residencial del centro, deteriorando la calidad de vida de sus habitantes y alentando su desplazamiento hacia otras zonas.
La ausencia de una reglamentación específica y actualizada para aplicar la Ley de Patrimonio ha dificultado el control efectivo de intervenciones inadecuadas. Aunque la Unidad Mixta Municipal Patrimonio Histórico - PRAHS ejerce funciones de fiscalización, muchos propietarios amparan sus acciones en disposiciones generales del Código Civil, lo que permite la construcción sin el debido control. Estas alteraciones no solo afectan a los inmuebles individualmente considerados, sino también al conjunto urbano reconocido por la Unesco, lo que podría poner en riesgo la declaratoria internacional. A pesar de esto, en enero de 2025, el director municipal de Patrimonio Histórico, Ronald Ortiz, informó que el número de inmuebles con alto grado de deterioro en el centro histórico se redujo de 24 a 14 en los últimos tres años.